# 2,3,4,5-Tétraméthylhexane
Le 2,3,4,5-tétraméthylhexane est un alcane supérieur ramifié de formule brute C10H22.
Les atomes de carbone C3 et C4 sont asymétriques et cette molécule possède un plan de symétrie passant par le milieu de la liaison C3-C4. Donc elle se présente sous la forme d'une paire d'énantiomères et d'un composé méso :
- (3R,4R)-2,3,4,5-tétraméthylhexane et (3S,4S)-2,3,4,5-tétraméthylhexane ;
- (3R,4S)-2,3,4,5-tétraméthylhexane qui est identique au (3S,4R)-2,3,4,5-tétraméthylhexane du fait du plan de symétrie.